# Journey to the Outer Limits
Pour plus de détails, voir Fiche technique et Distribution.
Journey to the Outer Limits est un film américain réalisé par Alexander Grasshoff, sorti en 1973.

## Synopsis
Des élèves de la Colorado Outward Bound School gravissent le mont Santa Rosa dans les Andes péruviennes.

## Fiche technique
- Titre : Journey to the Outer Limits
- Réalisation : Alexander Grasshoff
- Scénario : Kenneth M. Rosen
- Narration : Leslie Nielsen
- Musique : Billy Goldenberg
- Photographie : Mike Hoover et David Myers
- Montage : David Newhouse
- Production : Nicholas Clapp et Alexander Grasshoff
- Société de production : National Geographic Society et Wolper Productions
- Pays :  États-Unis
- Genre : Documentaire
- Durée : 52 minutes
- Dates de sortie : 
  -  États-Unis : 1973

## Distinctions
Le film a été nommé à l'Oscar du meilleur film documentaire.